# Michał Rudzki
Michał Rudzki, pseudonim snatchie (ur. 31 stycznia 1998) – polski profesjonalny gracz Counter-Strike: Global Offensive. Karierę na scenie e-sportowej rozpoczął w 2012 roku w drużynie Team iNETKOXTV. Były reprezentant m.in. AGO Gaming, Virtus.pro i Sprout.

## Historia
Granie w CS:GO rozpoczął w 2012 roku w drużynie Team iNETKOXTV. W lipcu 2017 dołączył do rodzimej organizacji AGO Esports, z którą zaczął zdobywać większe sukcesy. W jej barwach wygrał m.in. Nations Elite Esports Cup, 26. sezon ESEA Global Challenge, Play2Live Cryptomasters czy też Superpuchar ESL Mistrzostw Polski. 2 sierpnia 2018 roku Michał "snatchie" Rudzki trafił do Virtus.pro i w głównym składzie zajął miejsce Janusza "Snaxa" Pogorzelskiego, który postanowił kontynuować karierę w Mousesports. Pod banderą rosyjskiej organizacji snatchie po raz pierwszy wziął udział w turnieju rangi Major (Faceit Major: Londyn 2018), w którym on i jego koledzy zajęli dopiero 23/24. lokatę. W grudniu 2019 roku Virtus.pro zwolniło polski skład CS:GO z powodu niezadowalających wyników i zakontraktowało kazachską ekipę AVANGAR. 30 kwietnia 2020 Michał zasilił szeregi niemieckiej organizacji Sprout, w której zastąpił Tomáša "oskara" Šťastný'ego. Z tą drużyną wygrał m.in. wiosenną odsłonę ESL Mistrzostw Niemiec 2020, 34. sezon europejskiego ESEA MDL oraz dotarł do play-offów ESL One Cologne 2020 Online. 1 grudnia snatchie i Paweł "Dycha" Dycha zostali odsunięci od głównego składu Sprout i przesunięci do rezerwy. 30 grudnia oficjalnie odszedł z zagranicznej organizacji i został wolnym agentem. 

## Osiągnięcia

### AGO Gaming
- 1. miejsce - faza grupowa ESL Mistrzostw Polski 2017
- 1. miejsce - NVIDIA CS:GO Challenge 2017
- 2. miejsce - China Top 2017 Shenzhen
- 1. miejsce - Skinhub Championship Season 2
- 1. miejsce - Nations Elite Esports Cup
- 1. miejsce - 26. sezon ESEA Global Challenge
- 1. miejsce - Play2Live Cryptomasters
- 1. miejsce - Superpuchar ESL Mistrzostw Polski
- 1. miejsce - wiosenne ESL Mistrzostwa Polski 2018
- 1. miejsce - Fusion.bet Masters

### Virtus.pro
- 23/24. miejsce - Faceit Major: Londyn 2018
- 2. miejsce - wiosenne ESL Mistrzostwa Polski 2019
- 1. miejsce - finały grupy mistrzowskiej Polskiej Ligi Esportowej
- 3/4. miejsce - Good Game League 2019
- 2. miejsce - V4 Future Sports Festival Budapest 2019
- 3/4. miejsce - DreamHack Open Atlanta 2019
- 3/4. miejsce - cs_summit 5

### Sprout
- 1. miejsce - wiosenne ESL Mistrzostwa Niemiec 2020
- 1. miejsce - 34. sezon europejskiego ESEA MDL
- 5/8. miejsce - ESL One Cologne 2020 Online
- 1. miejsce - #PlayForBelarus